# Gavin Frase
Gavin Frase (ur. 24 grudnia 1978 w San Francisco) – amerykański wioślarz.

## Osiągnięcia
- Mistrzostwa Świata – Monachium 2007 – ósemka wagi lekkiej – 5. miejsce[1].
- Mistrzostwa Świata – Linz 2008 – czwórka podwójna wagi lekkiej – 6  miejsce[1].